# 濱田正
濱田正（英語：Tadashi Hamada）是迪士尼影業第54部經典動畫長片《大英雄天團》的主要角色之一，配音員是丹尼爾·海尼。電影改編自漫威同名漫畫。此外，濱田正的種族為日本人。在電影中，阿正是舊京山技術研究所的學生，醫療用機器人杯麵的創造者，也是濱田廣的哥哥。

## 登場作品

### 《大英雄天團》(2014年)
濱田正是濱田廣的哥哥，由於他們的父母已去世，阿正是阿廣的主要傾訴對象和父親的形象。在電影中，阿正和阿廣與他們的阿姨凱絲住在舊京山。行為非常成熟的阿正，確實的年齡沒有在電影中描述。另外，丹尼爾·海尼將角色描述為“純真”，甚至把阿正作為天使。阿正也是一個高科技的嚮導，他創造出醫療用機器人杯麵。
阿正提議阿廣參加舊京山科技學院，因為阿廣在機器人和工程方面很有天賦，而他的智慧讓他13歲就高中畢業。最初，阿廣駁回阿正的建議，因為他選擇從非法機器人戰鬥中獲取金錢利益。然而，阿正希望阿廣改變主意，讓他參觀自己就讀的科技學院，把他介紹給他的朋友—哈妮蕾夢、神行蛋葆、芥末和費德。阿正還向他的作品醫療用機器人杯麵介紹阿廣。阿正把杯麵設計成一個令人想擁抱的可愛外觀。這部電影的動畫團隊在卡尼基美隆大學進行研究，以幫助構思杯麵的設計。導演唐·霍爾和克里斯·威廉斯希望杯麵「具吸引力，但也令人想擁抱的」。阿廣的配音員萊恩·波特說阿廣認為杯麵是阿正的代表。這次遊覽激勵了阿廣想要參加學院，並且開始致力於自己的努力以獲得錄取。阿廣在學院舉辦的展覽會上展示了他的作品「微型機器人」，可以通過腦神經頭帶控制。在研究所教授勞勃·卡拉漢接受後，展覽會的大廳著火了，而卡拉漢教授還在裡面。為了拯救他，阿正跑進正在燃燒的大樓。過了一會兒，大樓發生爆炸，像其他人假設一樣，阿正死於該火災裡。阿廣、杯麵和阿正的學院朋友們哀悼阿正。阿正死後，杯麵最終接替了阿正，成為阿廣在情感上支持他的對象。其後一系列的事件導致超級英雄團隊「大英雄天團」的形成。在電影高潮前，杯麵向阿廣展示了阿正進行測試的錄像，揭示了阿正花了幾十次嘗試來完善杯麵的設計，部分測試的內容可見於電影的第二條官方預告片中。

### 電視影集
阿正作為錄音短暫出現於首集《杯麵的回歸》，據透露，他教懂阿廣如何騎自行車。海尼回歸聲演角色。他也出現在《失敗模式》中，據透露，他幾乎放棄了完成設計杯麵。

## 反響
《紐約時報》的曼諾拉·達吉斯評論，說「阿正比令人失望且平淡的母性創作凱絲阿姨是不是好多了」。她補充，儘管如此，阿正是一個笨笨的聰明人，站在史酷比形式的團隊「宅宅實驗室」旁邊學習。《日本時報》描述「阿正符合正常的好萊塢的想法，是一位彬彬有禮的年輕日本男性」。

## 其他媒體
該角色作為彩蛋在《復仇者聯盟2：奧創紀元》中出現。東尼·史塔克尋找替代的人工智能時，其中一個晶片上標記著阿正（Tadashi）。